# Martin M. Šimečka
Martin Milan Šimečka, född 3 november 1957 i Bratislava, slovakisk författare och publicist, son till den tjeckiskspråkige filosofen Milan Šimečka. Šimečka skriver romaner på slovakiska, men essäer och artiklar på både slovakiska och tjeckiska.
Som son till en välkänd dissident tilläts inte Šimečka bedriva några högre studier. Fram till 1989 livnärde sig Šimečka på manuellt arbete, såsom försäljare och eldare. 1990 grundade Šimečka förlaget Archa, där han också verkade som chefredaktör till 1996. 1997-1999 verkade Šimečka som chefredaktör för den politiska debattidskriften Domino fórum. 1999 - 2006 var Šimečka chefredaktör för SME, Slovakiens största dagstidning. Från november 2006 till januari 2009 verkade Šimečka som chefredaktör för den tjeckiska tidskriften Respekt.